# County Borough

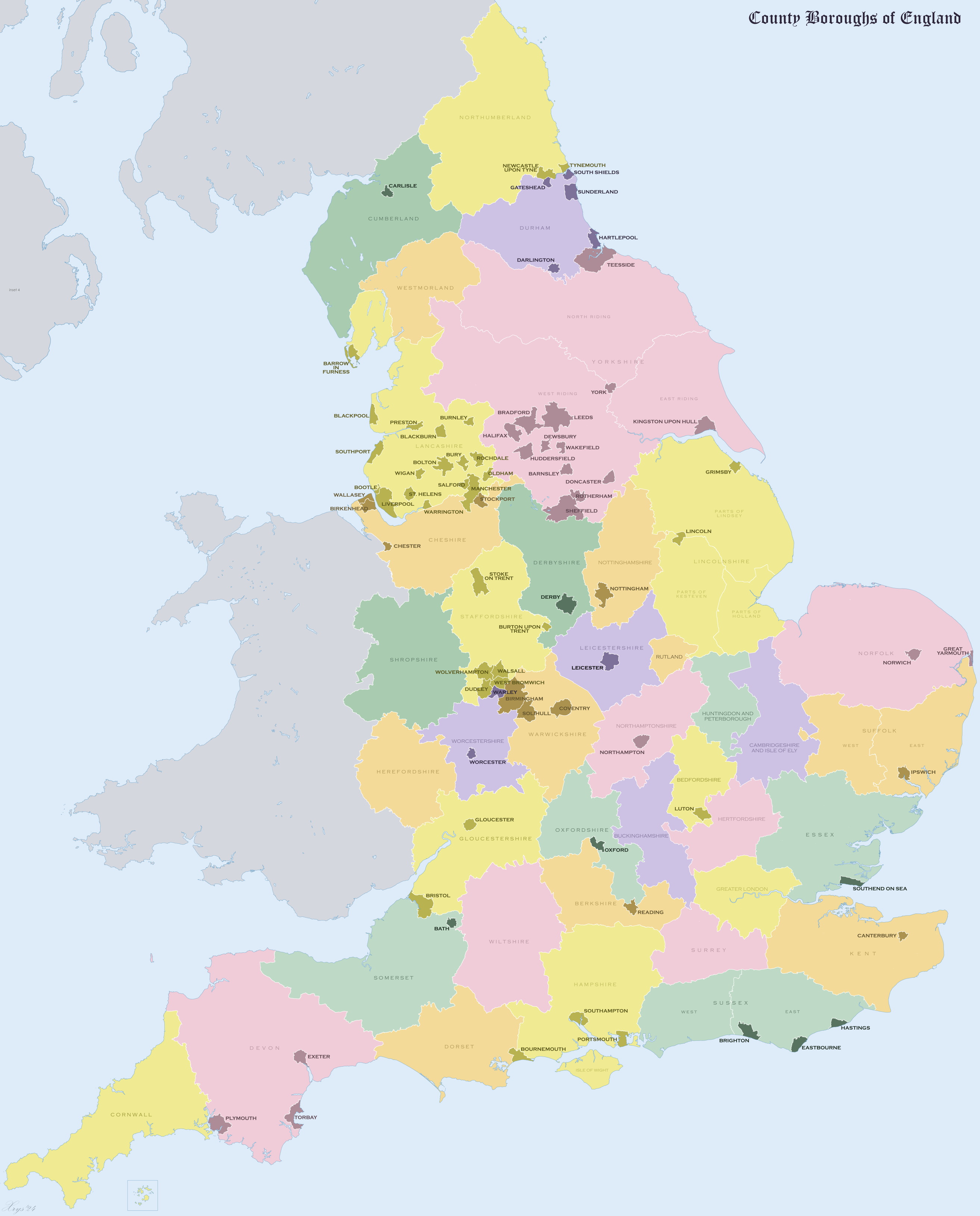
County Boroughs in England 1974

County Borough (wörtlich „Grafschaftsbezirk“) ist ein Begriff in der Kommunalverwaltung des englischsprachigen Raums, vor allem des Vereinigten Königreichs. Es sind Verwaltungsbezirke im städtischen Raum, die nicht zu einer Grafschaft (County) gehören, also auf einer Ebene mit dem „County“ stehen, d. h. alle Aufgaben, welche das County übernimmt, in eigener Zuständigkeit erledigen. Man nennt sie daher gelegentlich auch grafschaftsfreie Städte und kann sie mit kreisfreien Städten in Deutschland oder Statutarstädten in Österreich vergleichen.
County Boroughs entstanden im Vereinigten Königreich 1889. Bis 1968 wurden noch neue County Boroughs errichtet (etwa 1968 Teesside). Sie alle bestanden bis zur Neuorganisation der Kommunalverwaltung 1974. Damals wurden sie wieder den Countys eingegliedert und zu Distrikten bzw. zu Teilen davon erklärt („zweistufige Verwaltung“).
In England wurden bei der Reorganisation der Kommunalverwaltung in den 1990er Jahren aus vielen bevölkerungsstarken Distrikten so genannte Unitary Authorities geschaffen, die den früheren County Boroughs in ihrer Funktion ähneln, da auch die Unitary Authorities zu keinem County gehören, das heißt, sie erledigen die Aufgaben des Countys und des Distriktes („einstufige Verwaltung“). Der Begriff County Borough wurde jedoch nicht mehr verwendet. Ebenso verhält es sich mit den als Unitary Authority einzuordnenden Council Areas in Schottland. In Wales hingegen tragen 10 der 22 seit 1996 bestehenden (der Unitary Authority analogen) Principal Areas wieder die Bezeichnung County Borough.
In der Republik Irland gibt es heute noch „County Boroughs“. Es sind die städtischen Gebiete von Cork, Dublin, Galway (wurde erst 1986 zur County borough erklärt), Limerick und Waterford.